# Bellota yacui
Bellota yacui är en spindelart som beskrevs av Galiano 1972. Bellota yacui ingår i släktet Bellota och familjen hoppspindlar. Inga underarter finns listade.